# 聯亞金融股份
聯亞金融股份有限公司，簡稱聯亞金融股份，以及聯亞金融（英語：Uni-Asia Finance Corporation，SGX：C3T），在1997年，由多名日本商人（包括董事會主席吉田一彥等有關人士）於開曼群島註冊，但在香港營運，而該總部位於香港金钟夏慤道18号海富中心1期26楼A室。
現時在全球經營投资及管理船只、产业及结构性船舶融资、船舶包租、投资及管理产业，以及酒店業。根據2011年報資料，其中在日本經營酒店比重最大。
招股價為0.55新加坡元（0.16美元），發行股份為65,400,000股，集資額為35,970,000新加坡元（10,500,000美元）。

## 連結
- Uni-Asia.com （页面存档备份，存于）